# 1068
1068 (MLXVIII) je bilo prestopno leto, ki se je po julijanskem koledarju začelo na torek.

## Dogodki

### Slovenija
- Umrlega oglejskega patriarha Ravengerija nasledi Sighard Pilštajnski. 1077 ↔

### Normanska Anglija
- maj - Kronanje Matilde Flandrijske za angleško kraljico. Z Viljemom sta imela devet otrok.
- Sinova Harolda Godwinsona Godwine in Edmund Haroldson poskusita ob pomoči kralja irskega žepnega kraljestva Leinster še z "invazijo" na Anglijo. Napad je odbil en od lokalnih anglosaksonskih šerifov.
- Protinormanski upor northumbrijskega grofa Morcarja in mercijskega grofa Edwina na severu Anglije, ki pa je bolj kratke sape. Razlog za upor je verjetno bil gradnja gradov, katerih upravniki so bili neposredno podrejeni kralju. Edwin in Morcar  Viljemu ponovno prisežeta zvestobo.

### Bizantinsko cesarstvo
- 1. januar -  Bizantinska regentka in vdova Evdokija Makrembolitissa se kljub poprejšnji prisegi, da se ne bo poročila, poroči z generalom Romanom IV. Diogenom. Poroka z Evdokijo ga legitimira za cesarja. Roman nemudoma prične z organiziranjem vojaškega pohoda proti Seldžukom, ki so pustošili po maloazijskih obmejnih provincah.
- 5. avgust - Normani pod vodstvom Roberta Guiscarda pričnejo z obleganjem Barija, zadnjega oporišča Bizantinskega cesarstva v Italiji. Obleganje traja tri leta.
- Normani zavzamejo Otranto.
- december - Seldžuški sultan Alp Arslan osvoji mesto Tbilisi.

### Ostalo
- 22. maj - Umrlega japonskega cesarja Go-Reizeija nasledi  mljaši brat Go-Sandžo, 71. japonski cesar po seznamu.
- Bitka pri reki Alti: konfederacija nomadskih ljudstev Kumanov in Kipčakov odločujoče porazi Kijevsko Rusijo, ki jo vodi triumvirat bratov Izjaslava, Vsevoloda, Svjatoslava. ↓
- → Poraz spodbudi upor kijevskega prebivalstva proti vladajoči trojici. Voditelji upora niso znani. Izjaslav, ki je nosilec naslova kijevskega velikega kneza, se po pomoč za zatrtje upora zateče na Poljsko k tastu Boleslavu II. ↓
- 1. novembra → Knez Svjatoslav s svojo vojsko uspe presenetiti veliko večjo kumansko vojsko in jo poraziti, se čimer zaustavi nadaljnji prodor Kumanov v Kijevsko Rusijo.
- Krščanska Španija: vojna treh Sančov. Sančo II. Kastiljski premaga Sanča IV. Navarskega in Sanča Aragonskega.

## Rojstva
- 1. avgust - Tajdzu, ustanovitelj  dinastije Džin († 1123)

Neznan datum
- Abu al-Salt, andaluzijski učenjak, astronom († 1134)
- Haakon Magnusson, norveški kralj († 1095)
- Henrik I., angleški kralj († 1135)
- Peter I., aragonski in navarski kralj († 1104)

## Smrti
- 22. maj - cesar Go-Reizei, 70. japonski cesar (* 1025)
- Ravengerij, oglejski patriarh
- Somesvara I., kralj Zahodne Čalukje